# Powiat Radziejowski
Der Powiat Radziejowski ist ein Powiat (Kreis) in der polnischen Woiwodschaft Kujawien-Pommern. Der Powiat hat eine Fläche von 607 km², auf der 41.000 Einwohner leben.

## Gemeinden
Der Powiat umfasst sieben Gemeinden, davon eine Stadtgemeinde, eine Stadt-und-Land-Gemeinde und fünf Landgemeinden.

### Stadtgemeinde
- Radziejów

### Stadt-und-Land-Gemeinde
- Piotrków Kujawski

### Landgemeinde
- Bytoń
- Dobre
- Osięciny
- Radziejów
- Topólka

## Partnerschaften
Es besteht seit 2002 eine Partnerschaft zur niedersächsischen Gemeinde Wahrenholz.